# Thomas Lyttelton (1er baronnet)
Thomas Lyttelton, 1er baronnet (1593 - 22 février 1650) est un officier royaliste anglais et un homme politique de la famille Lyttelton pendant la guerre civile anglaise.

## Biographie
Thomas Lyttelton, né en 1593, est le fils aîné de John Lyttelton (député) (en) et hérite des domaines familiaux de Frankley, Halesowen, Hagley et Upper Arley de sa mère, Meriel, fille de Thomas Bromley (en), Lord chancelier d'Angleterre. Les domaines lui sont restitués par Jacques Ier après leur confiscation due à la condamnation de son père pour haute trahison.
Il fait ses études au Balliol College, à Oxford et au Inner Temple (1613) et est créé baronnet en 1618. Il est élu député de Worcestershire en 1620-1622, 1624-1626 et au Court Parlement de 1640.
Pendant la Première guerre civile anglaise il est colonel du Worcestershire Horse and Foot for the King en 1642. Il est fait prisonnier par Tinker Fox à Bewdley en 1644 , emprisonné dans la Tour de Londres et condamné à une amende de 4 000 £.
Il est mort en 1650 et est enterré dans la cathédrale de Worcester.

## Famille
Il épouse Catherine, fille et héritière de Thomas Crompton, de Driffield, Yorks. Ils ont douze fils et quatre filles dont cinq fils et trois filles sont morts pendant l'enfance. Les survivants sont:
- Henry Lyttelton (2e baronnet) (1624-1693) un officier royaliste pendant la guerre civile anglaise et un député de 1678 à 1679.
- Charles Lyttelton (3e baronnet) (1629-1716), le royaliste qui défend Colchester, hérite du titre de baronnet de son frère aîné, Henry[4]
- Edward, tué en duel à Worcester, célibataire[3]
- Constantine (décédé en 1662) est décédé en Jamaïque sans aucun enfant[3]
- William, un gentilhomme de la chambre de la reine de Bohême[3]
- Ferdinando (né vers 1639) Le valet de la chambre à coucher de Jacques II, [3] entre dans l'armée française, est le premier lieutenant-colonel du régiment anglais de Light Horse en France[5] et est tué au combat près de Strasbourg.
- George (décédé en 1712), un major du régiment de Prince George au Danemark, mort sans enfants[3]
- Catherine (décédée en 1691), célibataire[3]

## Sources
- Anonymous, La brigade anglaise en service français, printemps 1673 (PDF)
- Browne, Edith Ophelia; Burton, John Richard, eds. (1916), "Lyttelton, Sir Thomas (1596–1650)", Petite biographie des Worthies of Worcestershire, p.   98
- "s.v. Cobham, Viscount", Burkes Peerage and Baronetage, 1939
- Debrett, John (1840), Collen, George William (ed.), Debrett Peerage d'Angleterre, d'Écosse et d'Irlande. révisé, corrigé et poursuivi par GW Collen, Londres, p.   477
- Willis-Bund, John William (1905), La guerre civile dans le Worcestershire 1642-1646 et l'invasion écossaise de 1651, Simpkin, Marshall, Hamilton, Kent et Cie, pp.   122 –124